# Unità dell'United States Army
Questo è un elenco storico delle unità dell'United States Army. Le unità ancora attive sono segnate in grassetto.

## Gruppi d'Armata
- 1st Army Group (esercito "fantasma" creato per depistare i tedeschi (operazione Quicksilver) prima dello sbarco in Normandia, nel piano dell'operazione Fortitude)
- 6th Army Group
- 12th Army Group
- 15th Army Group

## Armate
- First Allied Airborne Army
- First United States Army— Unità di comando per addestramento, pronta risposta e mobilitazione
- Second United States Army
- Third United States Army- Comando centrale dell'US Army
- Fourth United States Army
- Fifth United States Army— Comando dell'United States Army North
- Sixth United States Army— Comando dell'United States Army South
- Seventh United States Army— Comando dell'United States Army Europe
- Eighth United States Army— Comando dell'United States Army Korea
- Ninth United States Army
- Tenth United States Army
- Fourteenth United States Army (unità "fantasma" della seconda guerra mondiale)
- Fifteenth United States Army

## Corpi d'armata
Paracadutisti, forze corazzate e fanteria sono raggruppati separatamente. Il sistema di numero per il corpo aviotrasportato è una continuazione del sistema di numerazione della fanteria.

### Corpi aviotrasportati
- XVIII Airborne Corps

## Corpi corazzati
- I Armored Corps (ora Seventh Army)
- II Armored Corps (ora XVIII Airborne Corps)
- III Armored Corps (ora III Corps)
- IV Armored Corps

### Corpi d'armata di fanteria
- I Corps
- II Corps
- III Corps
- IV Corps
- V Corps

- VI Corps
- VII Corps
- VIII Corps
- IX Corps
- X Corps

- XIII Corps
- XIV Corps
- XV Corps
- XVI Corps
- XVII Corps

- XIX Corps
- XX Corps
- XXI Corps
- XXII Corps
- XXIII Corps

- XXIV Corps
- XXXVI Corps (1944–1945)

## Divisioni

### Divisioni d'assalto aereo
- 11th Air Assault Division (Test) (1963–1965)

### Divisioni paracadutisti
- 6th Airborne Division (divisione fantasma della seconda guerra mondiale)
- 9th Airborne Division (divisione fantasma della seconda guerra mondiale)
- 11th Airborne Division "Angels"
- 13th Airborne Division "Lucky Thirteenth"
- 15th Airborne Division (unità non organizzata della seconda guerra mondiale)
- 17th Airborne Division "Golden Talons"
- 18th Airborne Division (divisione fantasma della seconda guerra mondiale)
- 21st Airborne Division (divisione fantasma della seconda guerra mondiale
- 80th Airborne Division (1946–1952)
- 82nd Airborne Division "All American"
- 84th Airborne Division (1946–1952)
- 100th Airborne Division (1946–1952)
- 101st Airborne Division "Screaming Eagles"
- 108th Airborne Division (1946–1952), poi divisione dell'Army Reserve
- 135th Airborne Division (divisione fantasma della seconda guerra mondiale)

### Divisioni corazzate
- 1st Armored Division "Old Ironsides"
- 2nd Armored Division "Hell On Wheels"
- 3rd Armored Division "Spearhead Division"
- 4th Armored Division "Breakthrough Division"
- 5th Armored Division "Victory"
- 6th Armored Division "Super Sixth", "Bulgebusters"
- 7th Armored Division "Lucky Seventh"
- 8th Armored Division "Showhorse"
- 9th Armored Division "The Phantom Division"
- 10th Armored Division "Tiger Division"
- 11th Armored Division "Thunderbolt Division"
- 12th Armored Division "Hellcat Division"
- 13th Armored Division
- 14th Armored Division
- 15th Armored Division (divisione fantasma)
- 16th Armored Division
- 18th Armored Division (divisione non organizzata della seconda guerra mondiale)
- 19th Armored Division (unorgainzed World War II division)
- 20th Armored Division
- 21st Armored Division (divisione non organizzata della seconda guerra mondiale)
- 22nd Armored Division (divisione non organizzata della seconda guerra mondiale)
- 25th Armored Division (divisione fantasma)
- 27th Armored Division
- 30th Armored Division
- 39th Armored Division (divisione fantasma)
- 40th Armored Division
- 48th Armored Division (Georgia Army National Guard to 1967)
- 49th Armored Division "Lone Star" TX ARNG (1946–68, 1973–2004)
- 50th Armored Division "Jersey Blues" NJ ARNG

### Divisioni di cavalleria
- Cavalry Division — mai numerata
- 1st Cavalry Division
- 2nd Cavalry Division
- 3rd Cavalry Division
- 15th Cavalry Division poi 1st Cavalry Division
- 21st Cavalry Division
- 22nd Cavalry Division
- 23rd Cavalry Division
- 24th Cavalry Division
- 61st Cavalry Division
- 62rd Cavalry Division
- 63rd Cavalry Division
- 64th Cavalry Division
- 65th Cavalry Division
- 66th Cavalry Division

### Divisioni di fanteria
- 1st Infantry Division "The Big Red One"
- 2nd Infantry Division "Indian Head Division"
- 3rd Infantry Division "Rock of the Marne"
- 4th Infantry Division "Ivy Division", "Iron Horse"
- 5th Infantry Division "Red Diamond"
- 6th Infantry Division "Red Star"
- 7th Infantry Division "Bayonet Division"
- 8th Infantry Division "Pathfinders", "Golden Arrow"
- 9th Infantry Division "Octfoil", "Old Reliables"
- 10th Division (World War I)
- 10th Mountain Infantry Division (1943–1957)
- 11th Division (World War I)
- 12th Division (World War I)
- 12th Infantry Division "Philippine division"
- 13th Division "Lucky 13 Division" (World War I)
- 14th Division (World War I)
- 14th Infantry Division (divisione fantasma)
- 15th Division (World War I)
- 16th Division (World War I)
- 17th Division (World War I)
- 18th Division (World War I)
- 19th Division "Moon & Star"
- 19th Infantry Division (divisione fantasma)
- 20th Division (World War I)
- 22nd Infantry Division (divisione fantasma)
- 23rd Infantry Division "Americal Division"
- 24th Infantry Division "Victory Division"
- 25th Infantry Division "Tropic Lightning"
- 26th Infantry Division "Yankee Division"
- 27th Infantry Division "New York Division"
- 28th Infantry Division "Keystone Division"
- 29th Infantry Division "The Blue and Gray"
- 30th Infantry Division "Old Hickory"
- 31st Infantry Division "Dixie Division"
- 32nd Infantry Division "Red Arrow"
- 33rd Infantry Division "Prairie Division"
- 34th Infantry Division "Red Bull Division"
- 35th Infantry Division "Santa Fe Division"
- 36th Infantry Division "Texas Division"
- 37th Infantry Division "Buckeye Division"
- 38th Infantry Division "Cyclone Division"
- 39th Infantry Division "Delta Division"
- 40th Infantry Division "Sunburst Division"
- 41st Infantry Division "Sunset Division"
- 42nd Infantry Division "Rainbow Division"
- 43rd Infantry Division "Red Wing Division"
- 44th Infantry Division
- 45th Infantry Division "Thunderbird Division"
- 46th Infantry Division (United States Army) (phantom World War II division, postwar National Guard formation)
- 47th Infantry Division (Post-war National Guard Division nicknamed "Viking")
- 48th Infantry Division (United States Army) (phantom World War II division, postwar National Guard formation)
- 49th Infantry Division (Post-war National Guard Division nicknamed "49'ers")
- 50th Infantry Division (phantom World War II division)
- 51st Infantry Division (Post-war National Guard Division)
- 52nd Infantry Division
- 55th Infantry Division (phantom World War II division)
- 59th Infantry Division (phantom World War II division)
- 61st Infantry Division (divisione non organizzata della seconda guerra mondiale)
- 62rd Infantry Division (divisione non organizzata della seconda guerra mondiale)
- 63rd Infantry Division
- 65th Infantry Division
- 66th Infantry Division
- 67th Infantry Division (divisione non organizzata della seconda guerra mondiale)
- 68th Infantry Division (divisione non organizzata della seconda guerra mondiale)
- 69th Infantry Division
- 70th Infantry Division "Trailblazers"
- 71st Infantry Division "Red Circle"
- 72nd Infantry Division (divisione non organizzata della seconda guerra mondiale)
- 73rd Infantry Division (divisione non organizzata della seconda guerra mondiale)
- 74th Infantry Division (divisione non organizzata della seconda guerra mondiale)
- 75th Infantry Division
- 76th Infantry Division "Liberty Bell Division"
- 77th Infantry Division "Metropolitan Division" also "Statue of Liberty Division"
- 78th Infantry Division "Lightning Division"
- 79th Infantry Division "Liberty Division"
- 80th Infantry Division "Blue Ridge Division"
- 81st Infantry Division "Wildcat Division"
- 82nd Infantry Division "All American Division"
- 83rd Infantry Division "Thunderbolt Division"
- 84th Infantry Division "Railsplitters"
- 85th Infantry Division "Custer Division"
- 86th Infantry Division "Blackhawk Division"
- 87th Infantry Division "Golden Acorn"
- 88th Infantry Division "Blue Devils"
- 89th Infantry Division "Rolling W Division"
- 90th Infantry Division "Tough Ombres"
- 91st Infantry Division "Wild West"
- 92nd Infantry Division "Buffalo Division"
- 93rd Infantry Division "Blue Helmets"
- 94th Infantry Division "Neuf-Cats"
- 95th Infantry Division "Ironman Division"
- 96th Infantry Division "Deadeye Division"
- 97th Infantry Division "Trident Division"
- 98th Infantry Division "Iroquois"
- 99th Infantry Division "Checkerboard Division"
- 100th Infantry Division "Century"
- 101st Division
- 102nd Infantry Division "Ozark Division"
- 103rd Infantry Division "Cactus Division"
- 104th Infantry Division "Timberwolf"
- 105th Infantry Division (divisione non organizzata della seconda guerra mondiale)
- 106th Infantry Division "Golden Lion Division"
- 107th Infantry Division (divisione non organizzata della seconda guerra mondiale)
- 108th Infantry Division (divisione fantasma}
- 109th Infantry Division (divisione fantasma)
- 112th Infantry Division (divisione fantasma)
- 119th Infantry Division (divisione fantasma)
- 125th Infantry Division (divisione fantasma)
- 130th Infantry Division (divisione fantasma)
- 141st Infantry Division (divisione fantasma)
- 157th Infantry Division (divisione fantasma)
- Americal Division (see 23rd Infantry Division)
- Hawaiian Division (see also: 24th Infantry Division; 25th Infantry Division)
- Maneuver Division (1911)
- Panama Canal Division (inattiva dal 1932)
- Philippine Division (12th Infantry Division)

### Divisioni leggere
- 10th Light Division (Alpine)
- 71st Light Division (Truck)
- 89th Light Division (Pack)

### Divisioni di alpini
- 10th Mountain Division

### Divisioni di riserva ed addestramento
- 75th Division
- 78th Division "Lightning Division"
- 80th Division "Blue Ridge Division"
- 84th Division "Lincoln County Division"
- 85th Division "Custer Division"
- 87th Division "Golden Acorn Division"
- 91st Division "Wild West Division"
- 95th Division "Victory Division"
- 98th Division "Iroquois Division"
- 100th Division "Century Division"
- 104th Division "Timberwolf Division"
- 108th Division "Golden Griffons"